# Тургеневское муниципальное образование (Саратовская область)
Тургеневское муниципальное образование — упразднённое сельское поселение в Аткарском районе Саратовской области Российской Федерации.
Административный центр — посёлок Тургенево.
В 2018 году вошло в Даниловское муниципальное образование.

## История
Статус и границы сельского поселения установлены Законом Саратовской области от 27 декабря 2004 года № 99-ЗСО «О муниципальных образованиях, входящих в состав Аткарского муниципального района».

## Население
| 2010  | 2011  | 2012  | 2013  | 2014  | 2015  | 2016  |
| ----- | ----- | ----- | ----- | ----- | ----- | ----- |
| 1133  | ↘1130 | ↘1109 | ↘1102 | ↘1076 | ↗1081 | ↘1071 |
| 2017  | 2018  |       |       |       |       |       |
| ↘1070 | ↘1050 |       |       |       |       |       |

## Состав сельского поселения
| № | Населённый пункт | Тип населённого пункта          | Население |
| - | ---------------- | ------------------------------- | --------- |
| 1 | Богдановка       | деревня                         | 8         |
| 2 | Киселевка        | село                            | 67        |
| 3 | Николаевка       | деревня                         | 81        |
| 4 | Тургенево        | посёлок, административный центр | ↘977      |